# Paulo Cesar Cataldo
Paulo Cesar Cataldo (Rio de Janeiro, 11 de maio de 1932 - Valparaíso de Goiás, 24 de junho de 2019) foi um advogado, jurista e servidor público brasileiro.
Obteve um bacharelado em ciências jurídicas e sociais pela Faculdade Nacional de Direito, em 1959.
Filho de César Augusto Cataldo e de Ibrantina Gomes Cataldo.
Ocupou diversas funções publicas, entre elas consultor-geral da República na presidência João Figueiredo, no governo do presidente João Figueiredo e ministro do Superior Tribunal Militar, onde ocupou a cadeira de vice-presidente.